# Marco La Piana
Marco La Piana, född 1883, död 1958, var en arberesjisk (albansk) forskare från Piana degli Albanesi. Han är författare av ett antal filologiska skrifter om albanskan.